# Нерівність Маркова
Нері́вність Ма́ркова у теорії ймовірності дає оцінку ймовірності того, що випадкова величина перевищить за модулем фіксовану додатну константу, в термінах її математичного сподівання. Отримувана оцінка зазвичай досить груба. Проте, вона дозволяє отримати певне уявлення про розподіл, коли він не є явно відомим.

## Формулювання
В термінах теорії міри, нерівність Маркова стверджує, що для вимірного простору {\displaystyle (\Omega ,{\mathcal {F}})} з мірою {\displaystyle \displaystyle \mu } заданій на ньому, вимірної узагальнено-дійснозначної функції f і t > 0, маємо
{\displaystyle \mu (\{x\in X:|f(x)|\geq t\})\leq {1 \over t}\int _{X}|f|\,d\mu .}
У випадку коли міра простору 1 (тобто, маємо справу з ймовірносним простором), твердження нерівності можна представити: нехай випадкова величина {\displaystyle X:\Omega \to \mathbb {R} } визначена на ймовірносному просторі {\displaystyle (\Omega ,{\mathcal {F}},\mathbb {P} )}, і її математичне сподівання скінченне. Тоді для a>0
{\displaystyle \mathbb {P} \left(|X|\geqslant a\right)\leqslant {\frac {\mathbb {E} |X|}{a}}},
де {\displaystyle a>0}.
якщо розглянути випадкову величину {\displaystyle \displaystyle X-{\textrm {E}}(X)}, то отримаємо нерівність Чебишева:
{\displaystyle {\textrm {P}}(|X-{\textrm {E}}(X)|\geq a)\leq {\frac {{\textrm {Var}}(X)}{a^{2}}}.}

## Доведення

### Мовою теорії ймовірності
З означення сподівання: 
{\displaystyle \operatorname {E} (X)=\int _{-\infty }^{\infty }xf(x)\,dx}
Однак, X невід'ємна випадкова змінна тому,  
{\displaystyle \operatorname {E} (X)=\int _{-\infty }^{\infty }xf(x)\,dx=\int _{0}^{\infty }xf(x)\,dx}
З цього отримуємо,
{\displaystyle \operatorname {E} (X)=\int _{0}^{a}xf(x)\,dx+\int _{a}^{\infty }xf(x)\,dx\geq \int _{a}^{\infty }xf(x)\,dx\geq \int _{a}^{\infty }af(x)\,dx=a\int _{a}^{\infty }f(x)\,dx=a\operatorname {P} (X\geq a)}
Тепер легко видно, що
{\displaystyle \operatorname {P} (X\geq a)\leq \operatorname {E} (X)/a}

### Мовою теорії міри
Припустимо, що функція {\displaystyle f} невід'ємна, оскільки у рівнянні з'являються лише абсолютні значення. Тепер, розглянемо дійснозначиму функцію {\displaystyle s} на {\displaystyle X} задану через
{\displaystyle s(x)={\begin{cases}\varepsilon ,&f(x)\geq \varepsilon \\0,&f(x)<\varepsilon \end{cases}}}
Тоді {\displaystyle 0\leq s(x)\leq f(x)}. Згідно з визначенням інтеграла Лебега
{\displaystyle \int _{X}f(x)\,d\mu \geq \int _{X}s(x)\,d\mu =\varepsilon \mu (\{x\in X:\,f(x)\geq \varepsilon \})}
і, з того, що {\displaystyle \varepsilon >0}, обидві сторони можна поділити на {\displaystyle \varepsilon }, отримуючи
{\displaystyle \mu (\{x\in X:\,f(x)\geq \varepsilon \})\leq {1 \over \varepsilon }\int _{X}f\,d\mu .}

## Приклад
Хай {\displaystyle X\geqslant 0} — невід'ємна випадкова величина. Тоді, узявши {\displaystyle a=2\operatorname {E} (X)}, отримаємо
{\displaystyle \operatorname {P} (X\geqslant 2\operatorname {E} (X))\leqslant {\frac {1}{2}}}.